# Matilda d'Alemanya
Matilda d'Alemanya, també Mechthild Del Palatinat (1418–1482), va ser una princesa i important patrona de les arts literàries en el segle xv.
Filla de Ludwig III, va ser casada amb tan sols 15 anys amb Ludwig I, comte de Württemberg-Urach. El matrimoni va tenir cinc fills, però als 31 anys va quedar vídua.:143 Es va tornar a casar dos anys més tard amb l'arxiduc Albert VI d'Àustria. Després que aquest morís l'any 1463, Matilda es va retirar al seu palau a Rottenburg am Neckar, que va esdevenir un centre florent de la cultura literària fins a la seva mort.
Alguns dels artistes literaris als qui va donar suport van mostrar el seu agraïment envers ella dedicant-li obres literàries. Després que es coneguessin el 1460 a Niklas van Wyle li va dedicar quatre de les seves traduccions.
Entre moltes altres coses, Matilda era coneguda com a bibliòfila. Jakob Püterich von Reichertshausen va escriure un poema per a ella amb el títol de Carta d'honor. En el poema, llista i compara tots els llibres que tots dos havien recollit a les seves biblioteques individuals. Ella li havia enviat una llista de 94 dels seus llibres perquè la fes servir per a la creació d'aquest poema. Molts d'aquests llibres, Jakob ni tan sols els havia sentit anomenar abans.
En col·laboració amb el seu fill, el compte Eberhard el Barbut de Württemberg, que estava casat amb una princesa italiana de la família Gonzaga, Barbara Gonzaga, va fundar la Universitat de Freiburg a Brisgòvia l'any 1457. Ella posteriorment va cofundar la Universitat Humanística de Tübingen el 1477.
Va morir el 22 d'agost de 1482 i va ser enterrada al monestir cartoixà de Güterstein.:144